# 堪恰纳披色大桥
堪恰纳披色大桥是位于泰国北榄府一座跨越湄南河的斜拉桥，同时也是曼谷外环线（9号高速公路）的一部分。大桥全长951米，主跨500米，承载6车道高速公路，于2007年11月15日通车。